# Entre Campos
Entre Campos – stacja metra w Lizbonie, na linii Amarela. Jest to jeden z jedenastu stacji należących do sieci pierwotnej metra w Lizbonie, zainaugurowanej 29 grudnia 1959.
Stacja znajduje się przy Av. Da Republica, tuż obok Praça de Entrecampos, umożliwiając dostęp do Biblioteki Narodowej i dworca kolejowego Entrecampos.